# Звездовиден анасон
Звездовидният анасон (Illicium verum) или Китайски звездовиден анасон (на китайски: 八角; пинин: bājiǎo – осморог) е подправка, силно наподобяваща по вкус и аромат същинския анасон, която се получава от звездовидния перикарп на Illicium verum, малко вечнозелено дърво, характерно за югозападен Китай. Звездовидните плодове се берат точно преди узряване.В кулинарията се използва за подправяне на ястия от овнешко, говеждо и свинско месо и риба, както и в сладкарството за ароматизиране на дребни сладки, конфитюри, компоти и ликьори.